# Зорин, Виктор Михайлович (звукооператор)
Ви́ктор Миха́йлович Зо́рин (11 (24) февраля 1913, Смоленск — 2 мая 1980, Москва) — советский звукооператор. Лауреат премии «за лучшую работу звукооператора» I Всесоюзного кинофестиваля (1964).

## Биография
Родился 11 февраля 1913 года в Смоленске в семье рабочих.
В 1931 году поступил в Ленинградский институт киноинженеров и в 1937 году окончил его электротехнический факультет.
Работал звукооператором на украинской студии кинохроники (Харьков), в военном строительном управлении Ленинградского военного округа.
С 1938 года работал на студии «Мосфильм». Принимал участие в создании многих популярных фильмов.
В годы Великой Отечественной войны был эвакуирован вместо со студией в Алма-Ату, где работал на Центральной объединённой киностудии.
Был холост. Последний год жизни постоянно проживал в Доме ветеранов кино.
Умер 2 мая 1980 года в Москве от инсульта.

## Фильмография
- 1940 — «Бабы».
- 1942 — «Машенька».
- 1943 — «Фронт»[3].
- 1944 — «Небо Москвы».
- 1946 — «Адмирал Нахимов».
- 1947 — «Марите».
- 1948 — «Путь славы».
- 1950 — «Жуковский».
- 1951 — «Пржевальский».
- 1952 — «Садко».
- 1953 — «Серебристая пыль».
- 1954 — «Борис Годунов».
- 1954 — «Весёлые звёзды».
- 1955 — «Весенние голоса».
- 1956 — «Карнавальная ночь».
- 1956 — «На подмостках сцены».
- 1957 — «Борец и клоун».
- 1957 — «Девушка без адреса».
- 1959 — «Жестокость».
- 1959 — «Хованщина».
- 1960 — «Враги».
- 1961 — «Музыка Верди».
- 1961 — «Человек ниоткуда».
- 1962 — «Грешница».
- 1963 — «Иоланта».
- 1964 — «До свидания, мальчики».
- 1964 — «Добро пожаловать, или Посторонним вход воспрещён».
- 1964 — «Царская невеста».
- 1965 — «Двадцать лет спустя».
- 1966 — «Дядюшкин сон».
- 1967 — «Каменный гость».
- 1967 — «Крепкий орешек».
- 1969 — «Старый знакомый».
- 1970 — «Чудный характер».
- 1971 — «Цена быстрых секунд».
- 1972 — «Право на прыжок».
- 1974 — «Северная рапсодия».

## Стихи
Во время съёмок художественного фильма «Фронт» (1943), совместно с актёром Николаем Крючковым написал стихи для попавшей в фильм отсутствовавшей в сценарии песни «Голубой шарф».

## Награды и премии
- 1950 — медаль «За трудовую доблесть»[1].
- 1957 — лучший звукооператор киностудии «Мосфильм» (по итогам работы за 1956 год) — за фильм «Карнавальная ночь»[5].
- 1964 — премия I Всесоюзного кинофестиваля «за лучшую работу звукооператора» — за фильм-оперу «Иоланта»[6].

## Оценки
По мнению авторов библиографического справочника «Смоляне — в кино, кино — в Смоленске», Виктор Зорин являлся одним из ведущих звукооператоров советского художественного кино, а лучшей его работой является фильм «Карнавальная ночь».